# Pino Donaggio
Pino Donaggio (* 24. November 1941 in Burano, Veneto) ist ein italienischer Komponist.

## Leben
Pino Donaggio, dessen Vater und Großvater auch Musiker waren, diplomierte am Konservatorium in Mailand in Violine, danach studierte er Komposition. Nach seinem Studium wurde er Direktor des Conservatorio Benedetto Marcello in Venedig.
Mit seinen Kompositionen erreichte er Weltruhm und wurde zu einem der bekanntesten Songwriter Italiens. Sein Lied Io che non vivo (senza te) mit einem Text von Vito Pallavicini interpretierte er selbst als Sänger beim Sanremo-Festival 1965. Der Song verkaufte sich über 55 Millionen Mal und wurde unter anderem von Elvis Presley und Dusty Springfield unter dem Titel You Don’t Have to Say You Love Me gecovert.
1973 begann seine Karriere als Filmkomponist, als Produzent Ugo Mariotti bei ihm anfragte, ob er die Musik für seinen Film Wenn die Gondeln Trauer tragen schreiben wolle. Donaggio nahm das Angebot an und die Filmmusik wurde ein Erfolg. Mit der Filmmusik zum Film Carrie – Des Satans jüngste Tochter begann eine lange Zusammenarbeit mit Brian De Palma. Mit der Filmmusik zu Carrie etablierte sich Pino Donaggio als Filmkomponist.
Donaggio bedauerte es oft, dass er seinen Wohnsitz in Italien beibehalten hatte. Viele Aufträge aus den Vereinigten Staaten seien ihm dadurch verloren gegangen.

## Filmmusiken (Auswahl)
- 1973: Wenn die Gondeln Trauer tragen (Don’t Look Now)
- 1976: Carrie – Des Satans jüngste Tochter (Carrie)
- 1978: Amore, piombo e furore
- 1978: Piranhas (Piranha)
- 1979: Tourist Trap – Die Touristenfalle (Tourist Trap)
- 1980: Desideria (Desideria: La vita interiore)
- 1980: Home Movies – Wie du mir, so ich dir
- 1981: Dressed to Kill
- 1981: Blow Out – Der Tod löscht alle Spuren (Blow Out)
- 1981: Das Tier (The Howling)
- 1982: Jenseits der Schwelle (Oltre la porta)
- 1983: Herkules (Ercole)
- 1984: Keiner haut wie Don Camillo (Don Camillo)
- 1984: Der Tod kommt zweimal (Body Double)
- 1985: Leidenschaften (Interno Berlinese)
- 1985: Die Abenteuer des Herkules 2. Teil (The adventures of Hercules)
- 1986: Die Affäre Aldo Moro (Il caso Moro)
- 1986: Killerhaus – Horror der grausamsten Art (Crawlspace)
- 1987: Rendezvous mit einer Leiche (Appointment with Death)
- 1987: Jenatsch
- 1987: Die Barbaren (The Barbarians)
- 1987: Gor
- 1988: Der Geächtete von Gor (Outlaw of Gor)
- 1988: Die Partie seines Lebens (La partita)
- 1988: Kansas
- 1988: Off Balance – Der Tod wartet in Venedig (Un delitto poco comune)
- 1991: Der Mann nebenan
- 1992: Eine unmoralische Frau (Così fan tutte)
- 1992: Mein Bruder Kain (Raising Cain)
- 1993: Aura (Trauma)
- 1993: Giovanni Falcone – Im Netz der Mafia (Giovanni Falcone)
- 1993–2000: Auf eigene Gefahr
- 1994: Die Troublemaker (Botte di Natale)
- 1995: Never Talk To Strangers – Spiel mit dem Feuer (Never Talk to Strangers)
- 1996: Nach uns die Sintflut
- 1998: My West (Il mio West)
- 2000: Die Villa (Up at the Villa)
- 2001: The Order
- 2004: Chuckys Baby (Seed of Chucky)
- 2008: Mein Kriegswinter (Oorlogswinter)
- 2009: Der Mann, der in der Dunkelheit ritt (L’uomo che cavalcava nel buio)
- 2009: Sisi
- 2012: Passion
- 2013: Patrick
- 2018: Mein Name ist Somebody (Il mio nome è Thomas)